# Seniūnija

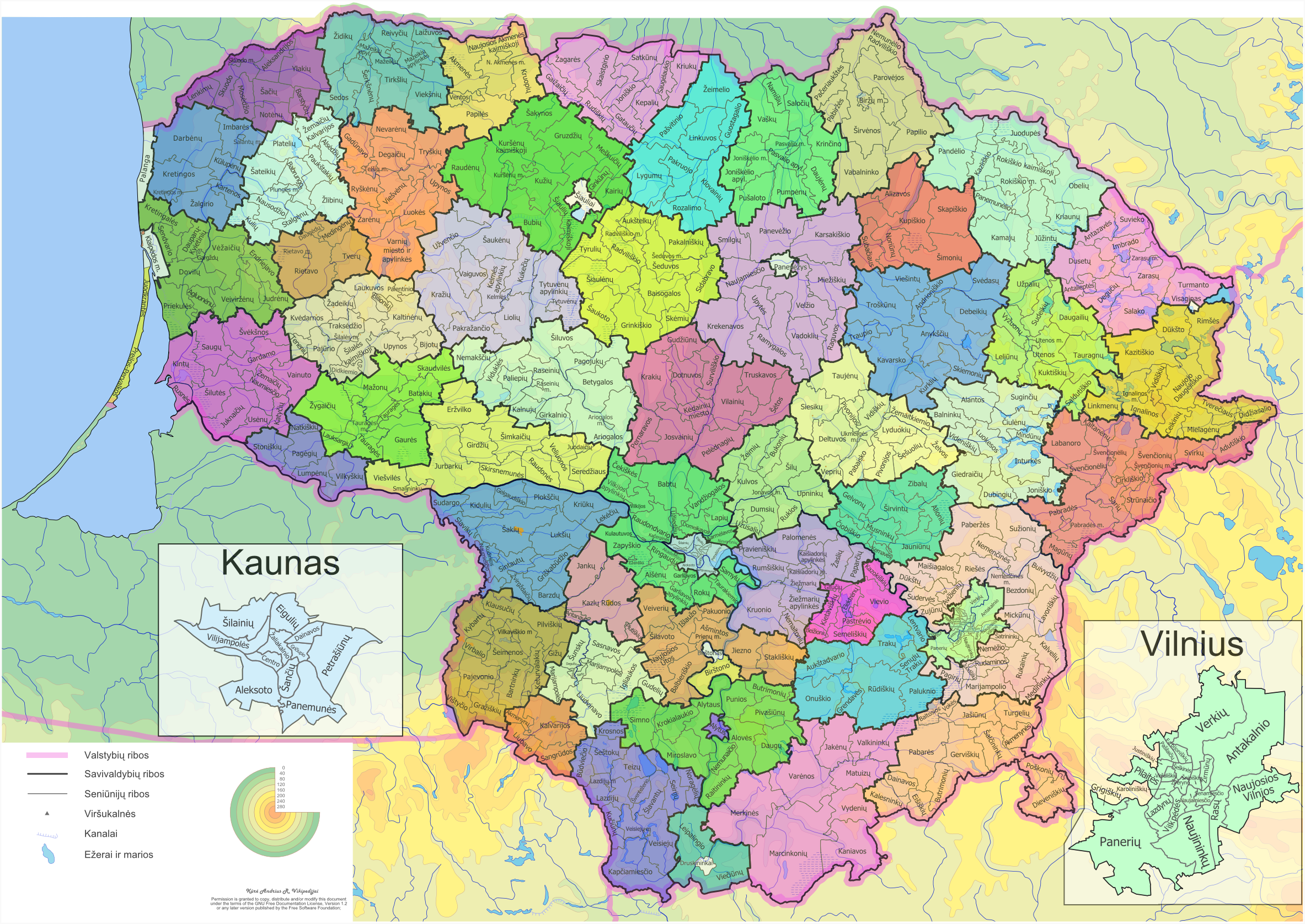
Carte des 546 seniūnijos de Lituanie.

La seniūnija (pluriel : seniūnijos) est la plus petite division administrative de Lituanie. Elle correspond littéralement à un « conseil des seniors », traduit en anglais par elderate ou eldership.
Une seniūnija peut tout aussi bien être une petite région composée de quelques villages, une petite agglomération, une ville moyenne ou une partie d'une grande métropole. La superficie et la population des seniūnijos dépendent de leur situation géographique.
Un petit nombre de seniūnijos forment à leur tour une municipalité.
Les seniūnijos prennent en charge les affaires locales de modeste envergure, comme la voirie, l'évacuation des ordures, l'état civil et la tenue des registres des familles. Leur raison première est de permettre au conseiller local (le senior, responsable de la seniūnija) d'avoir le temps de connaître individuellement et de parler directement à chaque personne résidant dans sa seniūnija.
La Lituanie moderne comporte 546 seniūnijos, qui fonctionnent comme des districts municipaux. Un senior est élu à la tête de chaque seniūnija en même temps que le maire de la municipalité.
Les seniūnijos correspondent au 5e niveau de la nomenclature d'unités territoriales statistiques adopté par la Commission européenne, plus précisément au 2e niveau d'unité administrative locale (LAU 2).
Il est à signaler qu'historiquement le terme servait à désigner des unités administratives de taille beaucoup plus grande. Par exemple « Seniūnija de Samogitie » a souvent été traduit à tort par « Duché de Samogitie ».